# ザクロの実
「ザクロの実」（ざくろのみ）は、2014年11月19日、GIZA studioから発売された植田真梨恵のメジャー2枚目のシングル。

## 概要
プロモーションビデオではベッドから転がり落ちたザクロの実が街中を巡る様子と、古民家の縁側で歌う彼女の姿が描かれている。

## 収録曲
全曲　作詞・作曲：植田真梨恵
1. ザクロの実
編曲：いっせーのーせ
2. ハイリゲンシュタットの遺書
編曲：徳永暁人
3. 朝焼けの番人
編曲：西村広文
4. ザクロの実 (inst.)
5. ハイリゲンシュタットの遺書 (inst.)

## レコーディング参加
- 麻井寛史（Sensation） - ベース (#1)
- 車谷啓介（Sensation） - ドラム (#1)
- 西村広文(アカシアオルケスタ) - ピアノ (#1, 3)
- 徳永暁人（doa） - ベース、プログラミング (#2)